# Pfleggericht St. Gilgen

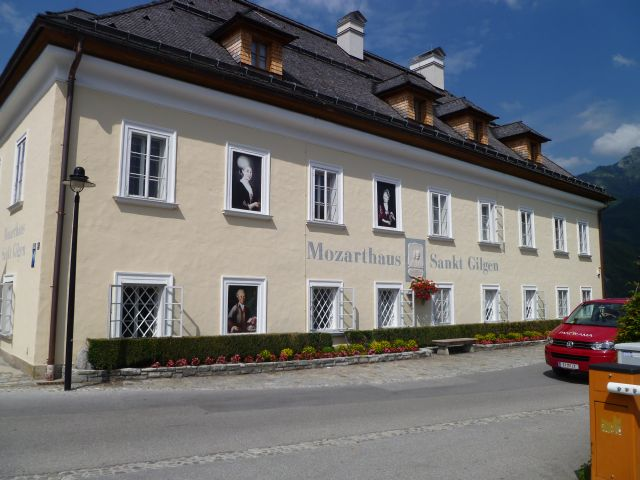
Mozarthaus St. Gilgen

Das Pfleg- und Landgericht St. Gilgen war eine Gerichts- und Verwaltungsbehörde des Erzstifts Salzburg und seiner Rechtsnachfolger. Sitz war ursprünglich Schloss Hüttenstein, später St. Gilgen im heutigen österreichischen Bundesland Salzburg.

## Geschichte
Sankt Gilgen bildete gemeinsam mit Strobl und Fuschl die Herrschaft Hüttenstein, ursprünglich auf der Burg an der Scharflinger Höhe angesiedelt, ab dem mittleren 16. Jahrhundert am neuen Schloss am Krotensee. 1565 wurde für den Pflegrichter ein eigenes Gebäude errichtet. Erst mit einem Staatsvertrag vom 26. Mai 1689 zwischen Kaiser Leopold I. und Fürsterzbischof Thun wurden die Landesgrenzen zwischen Salzburg und Österreich abschließend geregelt. Zwischen 1691 und 1703 wurde das Pflegegericht nach St. Gilgen verlegt.
An der Spitze des Pflegamtes stand ein Pfleger, dem ein Landrichter nachgeordnet war. Wie im Heiligen Römischen Reich üblich war die Trennung der Rechtsprechung von der Verwaltung nicht umgesetzt. Die Ämter waren sowohl erstinstanzliche Gerichte als auch Verwaltungs-, Polizei- und Steuerbehörden.
1803 wurde das Erzstift Salzburg in ein säkularisiertes Kurfürstentum umgewandelt, die Pfleggerichte blieben bestehen. 1805 wurde Salzburg zusammen mit Berchtesgaden dem neuen Kaisertum Österreich zugeschlagen und 1810 wieder an das Königreich Bayern angegliedert. 1811 wurde ein bayerisches Landgericht älterer Ordnung in St. Gilgen gebildet. 1816 kam das Gebiet mit dem Vertrag von München 1816 zu Österreich. Die Bezeichnung Pfleggericht wurde in Österreich noch bis zur Revolution 1848 verwendet. Der Gerichtsbezirk Sankt Gilgen wurde gemeinsam mit 22 anderen Gerichtsbezirken in Salzburg durch einen Erlass des k.k. Oberlandesgerichtes Linz am 4. Juli 1850 geschaffen.

## Gebäude des Pfleggerichts
Bereits 1569 wird das Gebäude in St. Gilgen urkundlich erwähnt, 1691 zog hier das Pflegegericht ein. Der Großvater Wolfgang Amadeus Mozarts mütterlicherseits, Wolfgang Nikolaus Pertl, ließ als „salzburgischer Pflegekommissarius“ das Gebäude zwischen 1718 und 1720 neu errichten. Der heutige Bau wurde von Sebastian Stumpfegger aufgeführt, das Wappen oberhalb des Eingangsportals schuf Wolf Weissenkhürchner und es enthält ein Chronogramm auf das Jahr 1720. Die Inschrift lautet:

„aeDes Istas antehaC rVInosas fVnDItVs reaeDIflCat FRANC. Ant. A(rchiepiscopus) P(rinceps) S(alisburgensis) S(abctae) S(edis) A(postolicae) L(egatus) S(acri) R(omani) I(mperii) P(rinceps) ab Harrach '“

In diesem Haus wurde Mozarts Mutter am 25. Dezember 1720 geboren, weshalb es Mozarthaus St. Gilgen genannt wird. Das Haus ist seit 2005 im Besitz des Kulturvereins Mozartdorf St. Gilgen, 2007 wurde es unter Denkmalschutz gestellt.